# Bolero!
Bolero! är en EP av Honey Is Cool, utgiven 1999 på Rabid Records, ett bolag startat av medlemmarna själva. Skivan var även den första att ges ut på bolaget överhuvudtaget.
Titelspåret "Bolero" fanns även med på bandets andra studioalbum Early Morning Are You Working?. Övriga spår är unika för denna utgåva.

## Låtlista
Alla texter är skrivna av Karin Dreijer. All musik är skriven av Honey Is Cool.
1. "Bolero" - 3:46
2. "Pile of Pillows" - 4:36
3. "Beats of Me" - 3:59
4. "Thought #1" - 2:50
5. "Oano" - 5:10

## Inspelning och produktion
Bolero! spelades in i december 1998 i Bauhaus Studio, Göteborg, i en sommarstuga på Tjörn och u Rub-a-Dub Studio, Stockholm. Skivan mixades i mars 1999 i Rub-a-Dub Studio, EMI Studio och MVG Studio i Stockholm.

## Personal
- Fredrik Wennerlund - trummor, slagverk
- Jari Haapalainen - producent
- John Jern - gitarr
- Karin Dreijer - gitarr, sång, design
- Pelle Gunnerfeldt - inspelning
- Staffan Larsson - bas, sång, synth

### Fotnoter
1. 1 2 3  ”Bolero!”. Discogs.com. http://www.discogs.com/Honey-Is-Cool-Bolero/release/1250021. Läst 15 januari 2012.